# Benoît-Dominique de La Soujeole
Benoît-Dominique de La Soujeole, né le 21 août 1955 à Toulouse, est un dominicain et théologien français.

## Biographie
Après avoir été juge d'instruction pendant deux ans et demi, Benoît-Dominique de La Soujeole entre dans l'ordre dominicain en 1984. Il devient prêtre en 1989. Il obtient son doctorat en théologie en 1997 et devient professeur de théologie dogmatique à Fribourg de 1999 à 2021. Son domaine d'études comprend notamment la théologie fondamentale sur le mystère de l'Église et des sacrements ainsi que les questions œcuméniques. Il a également étudié la théologie mariale.
Il a été prieur de l'Albertinum, le couvent d'études des dominicains situé à Fribourg.
En 2004, il participe à la fondation de l'institut Philanthropos à Fribourg. Pour le journaliste Bruno Bouvet, du quotidien La Croix, il est un spécialiste d'ecclésiologie. Benoît-Dominique de La Soujeole considère la prédication comme « le poumon de l'activité théologique car la beauté de la Parole de Dieu doit être comprise de tous. J'ai toujours été soucieux de ne pas m'adresser uniquement au public universitaire ».
Chargé en 2013 par la Commission pontificale Ecclesia Dei, en qualité de commissaire pontifical, d'aider les Dominicaines du Saint-Esprit, il est brutalement démis de ses fonctions en 2016 par la même Commission. En 2021, le cardinal Marc Ouellet, chargé par le pape François d'une visite apostolique de cette institution, voit dans ce désaveu de Benoît-Dominique de La Soujeole une grave erreur, de même que le pape qui reconnaît une défaillance de la curie romaine dans une lettre du 23 décembre 2021 adressée aux Dominicaines,.
Le 17 décembre 2016, le pape François le nomme consulteur de la Congrégation pour l'éducation catholique,.
En 2019, il est nommé Maître en sacrée théologie.
En juin 2022, il est nommé au Conseil de la fraternité Eucharistein avec Marie Carmen Avila, RC, afin de suivre la communauté durant un an,.
Le 2 janvier 2023, il est élu prieur provincial de la province dominicaine de Suisse,. En février 2024, cette province est intégrée au sein de la province dominicaine de France, mettant fin de facto à son mandat.
En mai 2024, il mène avec Françoise Mathieu, abbesse de Rosans, une visite apostolique auprès des chanoines réguliers de la Mère de Dieu pour « accompagner (leur) croissance, répondre aux questions actuelles et résoudre les difficultés de ces dernières années », et résoudre des dissensions liées à l'héritage de leur fondateur.

### Controverse
Il s'est opposé à l'attribution par l'université d'un doctorat honorifique à Judith Butler en 2014. Selon « La Liberté », il a déclaré qu'il « ne souscrit ni au « gender » ni à la remise de ce doctorat, lors duquel il ne sera pas présent ».

## Publications
- Le sacrement de la communion. Essai d'ecclésiologie fondamentale, Paris, Ed. du Cerf, 1998, 406 p.
- Eléments pour une spiritualité de l'Eglise, Ed. Parole et Silence, 2006, 192 p.
- Introduction au mystère de l’Église, Parole et Silence, coll. « Bibliothèque de la revue thomiste », novembre 2006, 651 p. (ISBN 9782845735309)Recensions par José Ramón Villar[20], Lawrence J. Welch[21], David Olson[22], JM Salgado[23], Richard Lennan[24]
- Initiation à la théologie mariale, Parole et Silence, coll. « Bibliothèque de la revue thomiste », novembre 2007, 265 p.Recension par Lucas F. Mateo-Seco[25]
- La vie consacrée dans le mystère du Christ et de l'Église, Paris, Parole et Silence, coll. « Bibliothèque de la revue thomiste », 2020, 296 p.Recension par Frédéric Trautmann[26]
- Paternités et fraternités spirituelles, Cerf, janvier 2021 (ISBN 9782204141703)Interview de B.-D. de La Soujeole, par Grégory Roth[27]
- Le mystère de la prédication, Parole et Silence, juillet 2021 (ISBN 9782889593040)Recension par Frédéric Trautmann[28]
- Paternités et fraternités spirituelles, Cerf, janvier 2021 (ISBN 9782204141703)Recension par Tomasz Nawracała[29]